# Константин Маркианополски
Константин е висш български православен духовник, маркианополски епископ от 1998 година до смъртта си през 2017 година.

## Биография
Роден е на 18 май 1941 година в пловдивското село Златосел, България, със светското име Койчо Василев Петров. Завършва Софийската духовна семинария и Софийската духовна академия. Ръкоположен е за свещеник на 10 март 1968 година. След време се развежда.
Приема монашество в така наречения Алтернативен синод. Възведен е в архимандритско достойнство на 25 март 1997 година от митрополит Пимен Неврокопски и други разколнически архиереи. Ръкоположен е за епископ на 27 август 1997 година от архиереите на Алтернативния синод.
На Софийския всеправославен събор на 1 октомври 1998 година се разкайва и по крайно снизхождение е приет в единството на Българската православна църква, като епископското му ръкополагане е признато и му е дадена титлата маркианополски.
Изпълнява длъжността „духовен надзорник на Софийска епархия“ и до смъртта си е предстоятел на храма „Свети Илия“, квартал Княжево в столицата. Делегат е на Шестия църковно-народен събор, както и на Патриашеския избирателен събор през 2013 година. Служи като епископ на разположение на Светия синод.
Умира внезапно на 23 май 2017 година в София, след прекаран инфаркт.